# مؤسسه علوم ریاضی کورانت

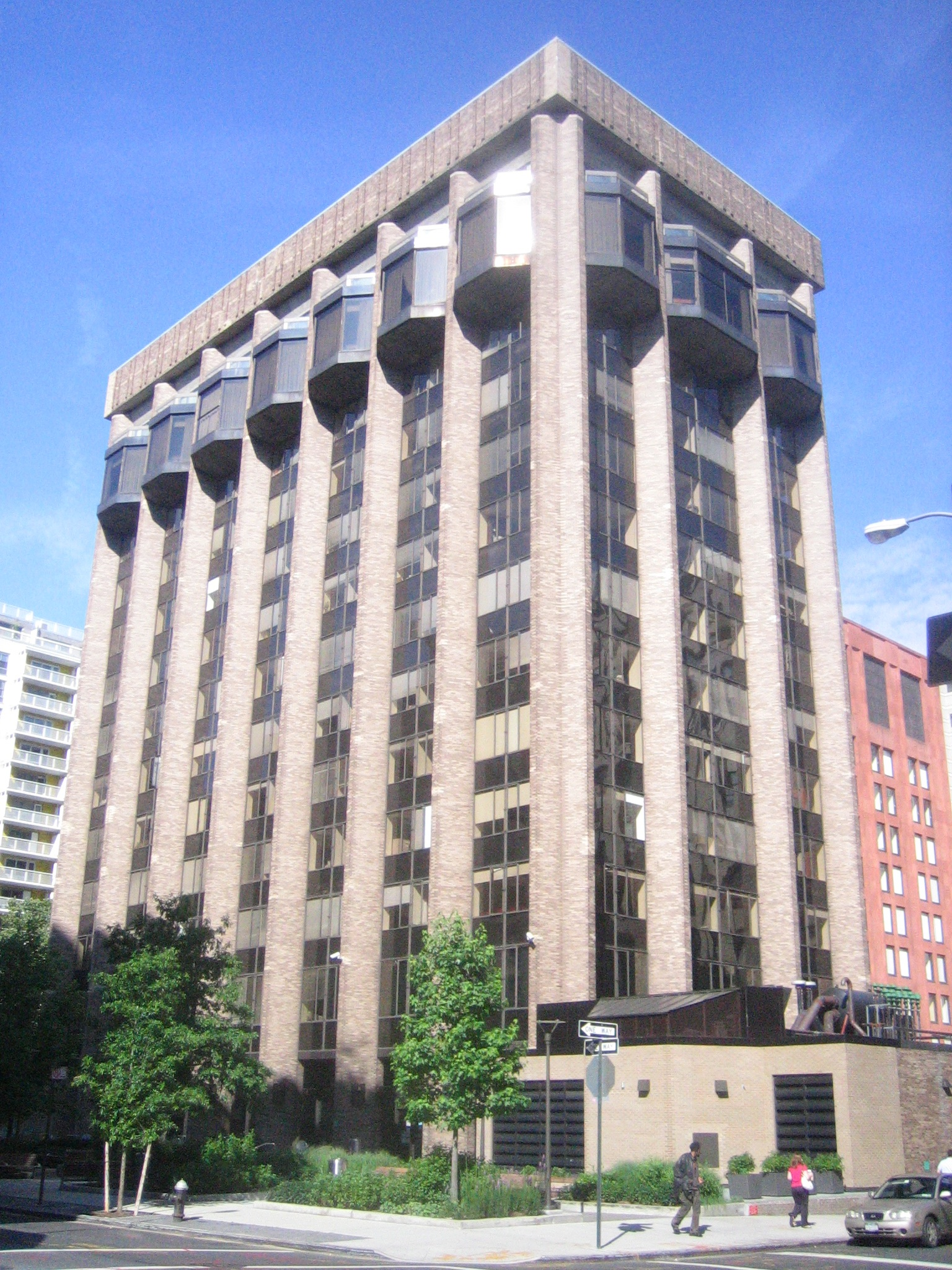
مؤسسه علوم ریاضی کورانت

مؤسسه ریاضی کورانت (به انگلیسی: Courant Institute of Mathematical Sciences) بخشی مستقل از دانشگاه نیویورک تحت نظارت دانشکده علم و هنرهاست که به شکل مرکزی برای پژوهش و آموزش عالی در علوم کامپیوتر و ریاضیات مشغول فعالیت است. نام این مؤسسه برگرفته از ریچارد کورانت، یکی از پایه‌گذاران مؤسسه است که از سال ۱۹۳۶ تا ۱۹۷۲ استاد ریاضی دانشگاه نیویورک هم بود. 